# KWallet
KWallet (KDE Wallet Manager) - це застосунок робочого середовища KDE Software Compilation для управління обліковими записами та паролями. Він забезпечує користувачам централізований спосіб збереження в зашифрованому вигляді важливої інформації у вигляді файлів, так званих "гаманцях". Задля додаткової безпеки кожен з таких "гаманців" можна використовувати для збереження різного роду паролів зі своїм ключем доступу.